# Camden (Alabama)
Camden é uma cidade  localizada no estado americano do Alabama, no Condado de Wilcox.

## Demografia
Segundo o censo americano de 2000, a sua população era de 2257 habitantes.
Em 2006, foi estimada uma população de 2232, um decréscimo de 25 (-1.1%).

## Geografia
De acordo com o United States Census Bureau, a localidade tem uma área de 11,0 km², sem área coberta por água.

## Localidades na vizinhança
O diagrama seguinte representa as localidades num raio de 40 km ao redor de Camden.